# Кемская волость
Ке́мская во́лость — административно-территориальная единица в составе Новгородского и Московского княжеств, позднее — Русского царства и Российской империи. Существовала приблизительно с первой половины XV века до 1785 года. Административный центр — город Кемь.
Кемская волость находилась на реке Кемь и имела выход к Кемской губе Белого моря. В настоящее время вся её территория входит в состав Республики Карелия.

## История
В XV веке Кемская волость была владением Марфы Борецкой — жены посадника Великого Новгорода Исаака Борецкого. В 1450 году Кемская волость была подарена ею Соловецкому монастырю. В 1579—1580 годах финны («каянские немцы») совершили опустошительный набег на Кемскую волость, во время которого были убиты соловецкий воевода Михаил Озеров и многие стрельцы. Однако воевода Киприан Аничков разбил и прогнал каянцев (каяны, или квены, — финноязычный народ). В 1590 году шведы разорили Кемскую волость. В 1591 году вся Кемская волость, с Муезерским морем[уточнить], крестьянами, варницами и промыслами, была отдана Соловецкому монастырю, который в 1657 году выстроил здесь двухэтажный острог, вооружив его защитников пищалями и пушками.
С 1704 по 1711 год Кемский острог состоял в ведении казны, затем был возвращён Соловецкому монастырю. В 1749 и 1763 годах Кемская волость пострадала от наводнений. В 1780 году она вошла в состав Онежского уезда Архангельской области Вологодского наместничества (с 1784 года — в Архангельском наместничестве).
Именным указом от 16 мая 1785 года из северной части Повенецкого уезда и северо-западных волостей Онежского уезда Архангельского наместничества был образован Кемский уезд, вошедший в Олонецкую область Олонецкого наместничества, в результате чего Олонецкое наместничество получило выход к Белому морю.

## В художественной культуре
«Кемска волост», которую хотел получить шведский посол у Ивана Грозного, упоминается в пьесе Михаила Булгакова «Иван Васильевич» и в снятом по её мотивам фильме «Иван Васильевич меняет профессию».